# Tartessus fulvescens
Tartessus fulvescens är en insektsart som beskrevs av Jacobi 1941. Tartessus fulvescens ingår i släktet Tartessus och familjen dvärgstritar. Inga underarter finns listade i Catalogue of Life.